# 스카이72 골프클럽
스카이72 골프클럽(SKY72 GOLF CLUB)은 대한민국 인천광역시 중구 운서동 인천국제공항 개발 지역 내에 위치한 골프장이었다. 이후 2023년 4월부터 운영사가 바뀌면서 클럽72로 골프장 이름이 변경되고 실질적인 운영도 모두 바뀌었다. 스카이72 골프클럽을 운영했던 스카이72(주)는 여전히 사업중이며 스카이72와 관련된 브랜드를 소유하고 있다.
처음 사명은 클럽폴라리스였고, 2006년 1월 2일 스카이72(주)로 변경되었다. 'Discover fun in golf' (골프의 즐거움을 찾자)를 모토로 오픈하였다.

## 연혁
- 2005년 7월 16일 하늘 코스 오픈
- 2005년 9월 9일 [바다]레이크코스, [바다]클래식코스 오픈
- 2005년 9월 12일 드림골프연습장 오픈 (세계 최대 원형 드라이빙 레인지 연습장)
- 2005년 10월 29일 [바다]오션코스 오픈
- 2006년 1월 2일 사명을 클럽폴라리스에서 SKY72(스카이칠십이)로 변경
- 2006년 5월 4일 SK telecom OPEN 2006 (하늘코스)
- 2007년 4월 28일 나이트 골프 오픈 ([바다]레이크코스 9홀, [바다]클래식코스 18홀)
- 2007년 11월 1일 2007 KB 국민은행 Star Tour 5차 대회 (하늘코스)
- 2008년 4월 17일 SK telecom OPEN 2008 ([바다]오션코스)
- 2008년 5월 3일 [바다]레이크코스 18홀 나이트 골프 시설 증설
- 2008년 9월 6일 드림듄스코스 오픈
- 2008년 10월 23일 KB 국민은행 Star Tour 4차 대회 (하늘코스)
- 2008년 10월 31일 LPGA 하나은행 코오롱 챔피언십 2008 ([바다]오션코스)
- 2009년 5월 21일 SK telecom OPEN 2009 ([바다]오션코스)
- 2009년 10월 22일 2009 KB 국민은행 Star Tour 그랜드파이널 (하늘코스)
- 2009년 10월 30일 LPGA 하나은행·코오롱 챔피언십 2009 ([바다]오션코스)
- 2009년 11월 22일 SKY72 Love Open 하늘천사 자선골프대회
- 2010년 10월 29일 LPGA 하나은행 챔피언십 2010 - 오션코스 대회
- 2016년 5월 19일 SK telecom OPEN 2016 ([바다]오션코스)
- 2016년 7월 14일 BMW Ladies Championship 2016 (하늘코스)
- 2016년 9월 8일 이수그룹 제38회 KLPGA 챔피언십 (하늘코스)
- 2016년 10월 13일 LPGA KEB하나은행 챔피언십 ([바다]오션코스)

## 상업 서비스
하늘코스, 바다코스, 드림듄스코스/드림골프연습장은 각각 다른 클럽하우스를 가지고 있고, 위치 또한 다르므로 방문시 유의해야 합니다.
- 오시는 길

주요 서비스
- 18홀 실시간 예약
- 18홀 2팀이상 단체예약[깨진 링크(과거 내용 찾기)]
- 선결제 할인 예약
- 18홀 2인 예약
- 18홀 5~6인 예약 (Tel 1544-7272)
- 어플 번개 할인 예약(스카이72 공식 어플에서만 서비스 제공)
- 서포터즈 클럽 예약
- 짱가 예약
- 드림듄스코스 9홀/18홀 예약
- 네스트 호텔과 함께 하는 1박2일 패키지 예약
- 9홀 추가나 트와일라이트 예약 등이 선택적으로 가능

부가 서비스
- 동계 붕어빵/어묵/정종, 하계 아이스크림 (무료)
- 시크릿 부킹 (무료)
- VIP 그리팅 카드 (유료)
- 기념품 (유료)
- 리무진 카트 (유료)
- 연회룸 (유료)
- 외국어 캐디 (유료)
- Like 캐디 (유료)

고객 마일리지 시스템으로, Tee 카드를 운영하고 있으며 각종 할인 정책과 연계되어 있다.
단골 고객을 위한 MVP 제도가 운영되고 있으며, 각종 할인 정책과 연계된다.

## 향후
인천국제공항 제5활주로 건설에 따라 인천국제공항공사가 운영권 연장을 거부했으며, 소송중이다. 이후 활주로와 관계없는 코스는 새 사업자가 운영할 전망이다.
결국 대법원까지 끌고간 결과 인천공항공사 측의 손을 들어주어 스카이72 입장에서 패소하여 강제집행예정이다. 법원이 1월 17일 1차 강제집행을 진행했으나 스카이72는 용역업체를 동원하여 저항하였고 대한민국바로세우기운동본부 8명이 체포되어 특수공무집행방해죄가 적용될 예정이다.
새사업자에게 넘어가 클럽72로 변경되었다.
스카이72측은 인근 부지를 임대하여 BMW에 전대해 영종도 BMW 드라이빙센터가 들어선 후, 계약기간이 만료되어 인천공항공사와 분쟁중이다